# Casa de Contarini

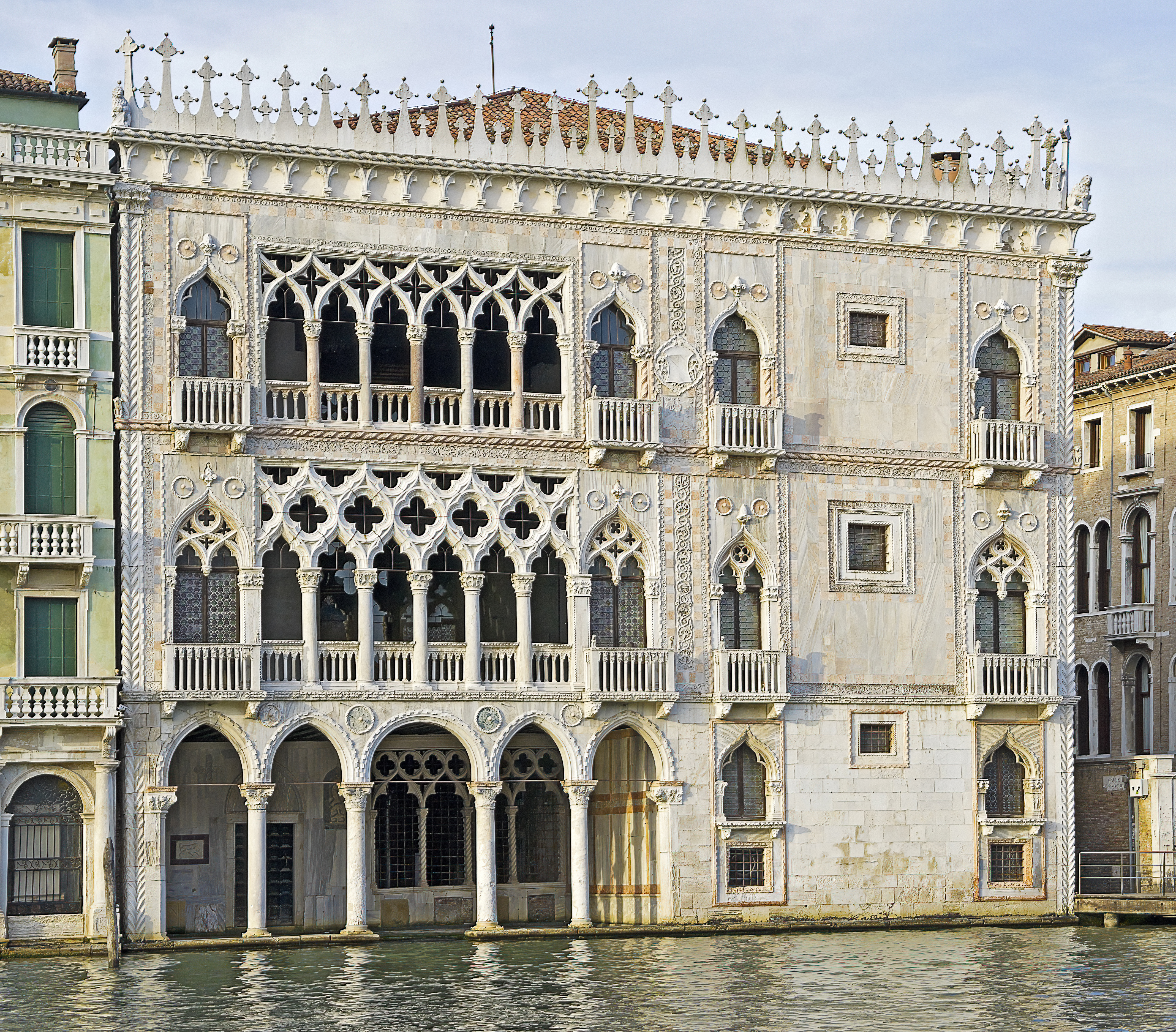
El Ca' d'Oro, construït per a la família Contarini 1428-30.

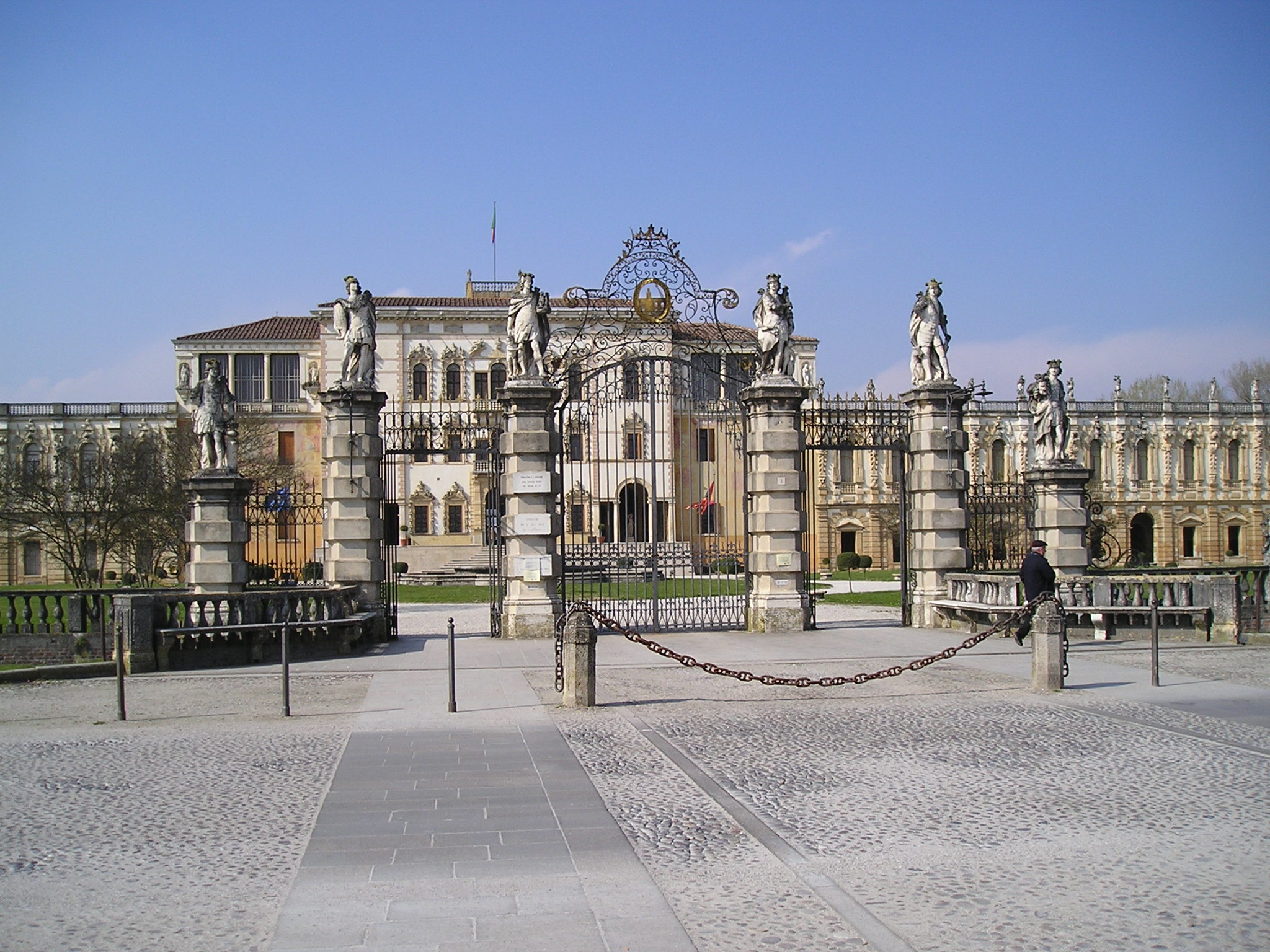
La Villa Contarini, feta per a Paolo i Francesco Contarini l'any 1546.

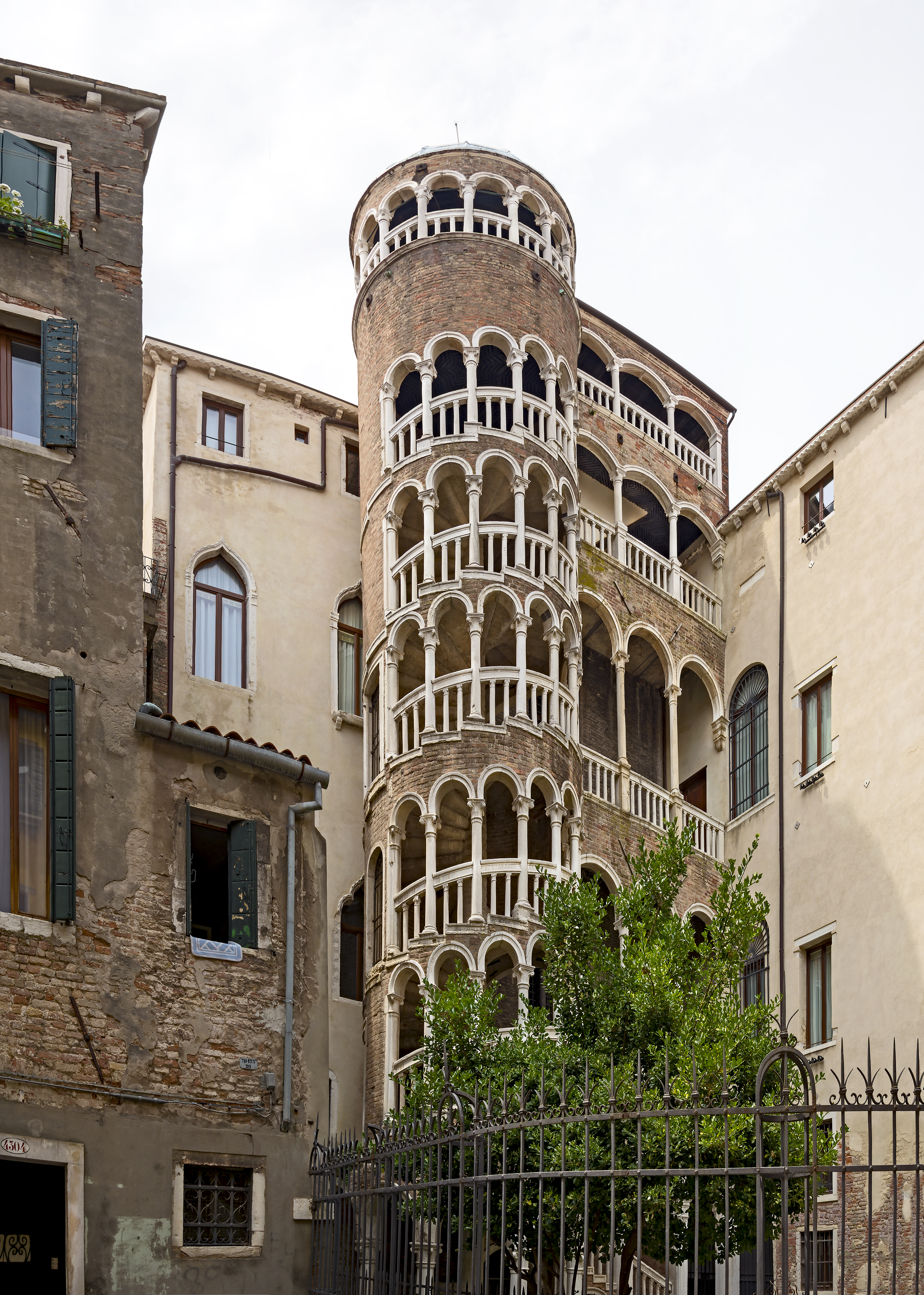
El Palazzo Contarini del Bovolo, construït per als Contarini,.

Contarini és una notable família veneciana que va donar vuit dux de la República de Venecia.

## Membres notables
- Domenico I Contarini (m. 1071), Dux de Venècia 1043-71
- Enrico Contarini (m. 1108), Bisbe de Castello 1074-1108
- Jacopo Contarini (1194–1280), Dux
- Andrea Contarini (died 1382), Dux
- Bartolomeo Contarini governador del Ducat d'Aenes per Francesco I Acciaioli
- Ambrogio Contarini (1429–1499), diplomàtic
- Gasparo Contarini (1483–1542), cardenal i diplomàtic
- Paolo i Francesco Contarini, que encarregaren fer la Villa Contarini.
- Giovanni Contarini (1549–1605), pintor
- Giovanni Matteo Contarini (m. 1507), cartògraf
  - Mapa Contarini-Rosselli
- Giacomo Contarini, matemàtic
- Maffio Contarini, (m. 1460), Patriarca de Venècia
- Francesco Contarini (1556–1624), Dux 1623-24
- Nicolò Contarini (1553–1631), Dux 1630-31
- Carlo Contarini (1580–1656), Dux 1655-56
- Domenico II Contarini (1585–1675), Dux 1659-75
- Alvise Contarini (1597–1651), diplomàtic que va representar venècia al Congrés de Münster
- Alvise Contarini (1601–1684), Dux 1676-84